# Ramzan Kadyrov
Ramzan Achmatovitj Kadyrov (ryska: Рамза́н Ахма́тович Кады́ров; tjetjenska: Къадар Ахьмат-кIант Рамзан, Q̇adar Aẋmat-khant Ramzan), född 5 oktober 1976 i Tsenteroj, Tjetjen-Ingushiska Autonoma Sovjetiska rådsrepubliken (nuvarande Tjetjenien), är Tjetjeniens president som tillträdde den 5 april 2007 efter sin företrädare Alu Alchanov. Han var tidigare tjetjensk milisman och premiärminister. Han är son till republikens förre president Achmat Kadyrov som mördades den 9 maj 2004. Kadyrov är medlem i Rysslands styrande parti Enade Ryssland. Kadyrov regerar med stöd från Rysslands president Vladimir Putin.
Ramzan Kadyrov beskrivs som republikens starke man och har vid flera tillfällen anklagats för brutalitet och antidemokratiska metoder. Flera fall av tortyr och mord har knutits till Kadyrov. I oktober 2006 varnade den tyska människorättsorganisationen GfBV att Kadyrovs personliga armé, kadyrovtserna (Kadyrovtsy), var ansvariga för upp till 75 % av de allvarliga kränkningar av mänskliga rättigheter som har skett i Tjetjenien. Kränkningarna består av politiska mord, tortyr, kidnappningar, m.fl.
I juni 2020 drogs Sverige in i konflikten i Tjetjenien, då en rysk och tjetjensk bloggare, Tumso Abdurachmanov, blev utsatt för ett mordförsök i Gävle.
I juli 2020 hittades bloggaren Mamichan Umarov mördad i Wien i Österrike. Även om det är oklart om mordet på Umarov har någon koppling till Kadyrov finns det flera omständigheter som talar för att han haft motiv till ett beställningsmord. Umarov har beskrivits som en ”personlig fiende” till Kadyrov då han har uttryckt stark kritik mot Tjetjeniens politiska ledning på sin blogg. Han ska även ha försett den ukrainska säkerhetstjänsten SBU med information om misstänkta beställningsmord på Kadyrovs politiska motståndare.
Kadyrov vill införa sharialagar i Tjetjenien. Dessa ska bland annat reglera kvinnors klädsel i Tjetjenien, och Kadyrov har officiellt uttalat sitt stöd för de grupper av män som trakasserar kvinnor som inte klär sig enligt deras tolkning av sharia. Trakasserierna har bland annat bestått i att kvinnorna beskjutits med paintballgevär på öppen gata.
Under Rysslands invasion av Ukraina 2022 har Kadyrov förespråkat att Ryssland ska använda taktiska kärnvapen i Ukraina.

## Utmärkelser
- Jubileumsmedalj "50-årsdagen för segern i det Stora Fäderneslandkriget 1941-1945",  1995
- Medalj till minne av Moskvas 850-årsdag,  1997
- Medalj "Rysslands inrikesministerium 200 år",  2002
- Medalj för förtjänstfullt genomförande av Rysslands folkräkning,  2002
- Medalj för utmärkt skyddande av den allmänna ordningen,  2002
- Ryska tapperhetsorden,  2003
- Medalj till minne av St. Petersburgs 300-årsjubileum,  2003
- Ryska federationens hjälte,  29 december 2004
- Orden till Achmat Kadyrovs minne,  18 juni 2005
- Ryska fäderneslandets förtjänstorden av 4:e graden,  9 augusti 2006
- Medalj "för stärkande av fängelsesystemet",  2007
- Al-Fakhr-orden,  18 mars 2007
- Professors namn,  19 juni 2007
- Medalj "Astana 10 år",  2008
- Medaljen "Kazakstans självständighet 20 år",  2011
- Medalj "För återtagandet av Krim",  2014
- Medalj för försvar av Krim,  7 juni 2014
- Professors namn,  27 augusti 2014
- Ärans orden,  8 mars 2015
- Orden "För lojal plikt" (Krim),  13 mars 2015
- Orden för vänskap mellan folken,  16 augusti 2018
- Alexander-Nevskij-orden,  2022
- Tjetjenska republikens hjälte,  26 december 2022
- Ryska fäderneslandets förtjänstorden av andra graden,  2024
- Medalj "Tatars ASSR:s grundande 100 år"
- Folkrepubliken Donetsks hjältemedalj
- Medalj "för Mariupols befrielse"
- Ryska fäderneslandets förtjänstorden av 3:e graden
- Hedersmedalj för förtjänst vid skydd av Rysslands barn
- Hedersmedborgare i Tjetjenska republiken
- Folkrepubliken Lugansks hjälte
- Militär tapperhetsmedalj, ryska försvarsministeriet
- Zjukovmedaljen

[Redigera Wikidata]